# خالدة مذهبة
خالدة مذهبة نوعٌ من الخالدة، نبات ليفي معمر. ساقه فرعاء تعلو من ٢٠ إلى ٤٠ سم. أوراقه عصفية منبسطة خملية النصل فصية اللون. أزهاره عذقية التجميع ذهبية اللون. مبذول في الشرق الأوسط واليونان. ازهراره يستمر طوال الصيف.